# 瑟尼伊圣母村
瑟尼伊圣母村（法語：Notre-Dame-de-Cenilly，法語發音：[nɔtʁ dam də səniji]）是法国芒什省的一个市镇，属于库唐斯区。

## 地理
瑟尼伊圣母村（48°59'42"N, 1°15'28"W）面积25.23 平方千米，位于法国诺曼底大区芒什省，该省份为法国西北部沿海省份，西、北、东北三面环大西洋，东起顺时针与卡爾瓦多斯省、奧恩省、马耶讷省和伊勒-维莱讷省接壤。
与瑟尼伊圣母村接壤的市镇（或旧市镇、城区）包括：瑟里西拉萨勒、当日、勒吉兰、昂比、蒙潘雄、龙塞、圣马丹德瑟尼利、布尔瓦莱。

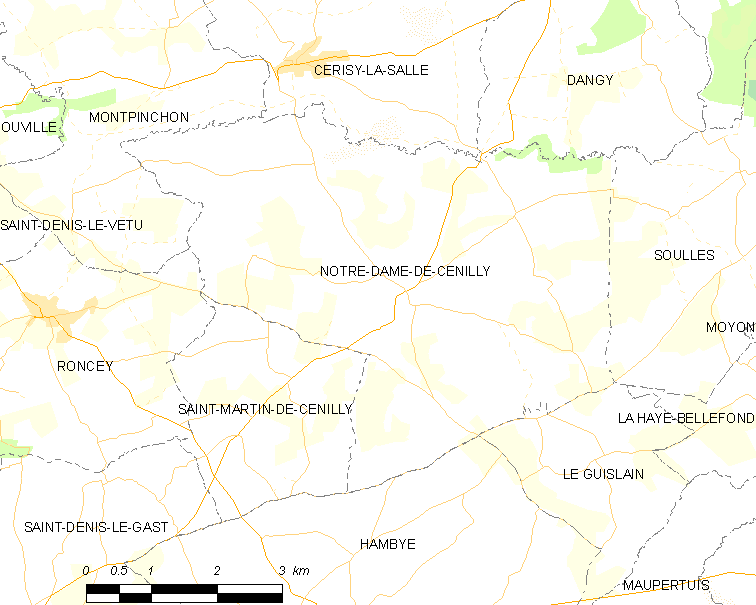
瑟尼伊圣母村的OSM定位图

瑟尼伊圣母村的时区为UTC+01:00、UTC+02:00（夏令时）。

## 行政
瑟尼伊圣母村的邮政编码为50210，INSEE市镇编码为50378。

## 政治
瑟尼伊圣母村所属的省级选区为谢讷河畔凯特勒维尔县。

## 人口

1962-2008年间瑟尼伊圣母村人口变化图示

瑟尼伊圣母村于2022年1月1日时的人口数量为631人。